# Leporinus gossei
Leporinus gossei és una espècie de peix de la família dels anostòmids i de l'ordre dels caraciformes.

## Morfologia
- Els mascles poden assolir 25 cm de llargària total i 1.000 g de pes.[4][5][6]

## Hàbitat
Viu en zones de clima tropical.

## Distribució geogràfica
Es troba a Sud-amèrica: conca del riu Maroni.